# Гукало Василь Михайлович
Василь Михайлович Гукало (1994—2023) — солдат Збройних сил України, учасник російсько-української війни, що відзначився у ході російського вторгнення в Україну. Герой України (2024, посмертно).

## Життєпис
Народився 15 січня 1994 в c. Залужжя (Яворівський район, Львівська область). Професійну освіту різьбяра здобував Художньому професійно-технічному училищі ім. Й. П. Станька у селищі Івано-Франкове на Львівщині. Ще у 2014 році відзначився активною громадянською позицією та патріотизмом, у 2015 приєднався до АТО на сході України.
Після 2017 року повернувся до мирного життя, створив сім'ю.
На початку повномасштабного російського вторгнення у 2022 році Василь Гукало був за кордоном, але повернувся в Україну і вже 26 лютого добровільно пішов служити. Став до лав 63 окремої механізованої бригади, був розвідником. Воював у найгарячіших точках фронту, звільняв Херсонщину та боронив Бахмут. На цьому напрямку героїчно евакуйовував поранених воїнів. 
За сумлінне виконання службових обов'язків був нагороджений Почесною грамотою та відзнакою начальника розвідувального управління штабу Оперативного Командування «Південь».
25 грудня 2022 року під час виконання бойового завдання отримав вогнепальне осколкове поранення. Після поранення знову повернуся в стрій, був відправлений для оборони під Кремінну.
Загинув 21 квітня 2023 року від авіаудару на Донеччині.

## Нагороди
- Звання Герой України з удостоєнням ордена «Золота Зірка» (24 лютого 2024, посмертно) — за особисту мужність і героїзм, виявлені у захисті державного суверенітету та територіальної цілісності України, самовіддане служіння Українському народові[3].